# Набла
На́бла — символ ∇, в математиці позначає оператор Гамільтона.
Також історично відомий як атлед (англ. atled) — слово дельта справа наліво, за подібністю до перевернутої великої грецької літери дельта — {\displaystyle \Delta }; або дел (del)

## Походження
Назва запозичена з дав.-гр. νάβλα, від дав-євр. נֵבֶל невель — рід арфи з трикутним остовом. Таку назву запропонував жартома Робертсон Сміт, приятель Максвелла, в особистому листуванні, і вона поступово стала звичною. Перша друкована поява терміна відзначена в 1890 році.

## Використання
- в змістовно-генетичній логіці — для позначення операції відліку;
- в математиці — для позначення оператора Гамільтона (оператора набла).

## Набір
- в Юнікоді — «U+2207»;
- в HTML — «&nabla;»;
- в LaTeX — «\nabla».